# 体育公园站 (韩国)
體育公園站（：／ Cheyuk-gongwon yeok */?）是釜山地鐵3號線沿線的一座高架車站，位於韓國釜山廣域市江西區大渚1洞。

## 車站結構
站體為2面2線側式月台的高架車站，候車月台設有月台幕門，並有3處出口。

### 月台配置
| 江西區廳 ↑ |
| \| 上      |
| ↓ 大渚     |

| 月台 | 路線               | 目的地                           |
| ---- | ------------------ | -------------------------------- |
| 上行 | ●釜山都市铁道3号线 | 龜浦、德川、美南、蓮山、水營方向 |
| 下行 | ●釜山都市铁道3号线 | 大渚方向                         |

## 歷史
- 2005年11月28日：落成啟用。

## 車站周邊
- 江西體育公園
- 洛東中學

## 圖片

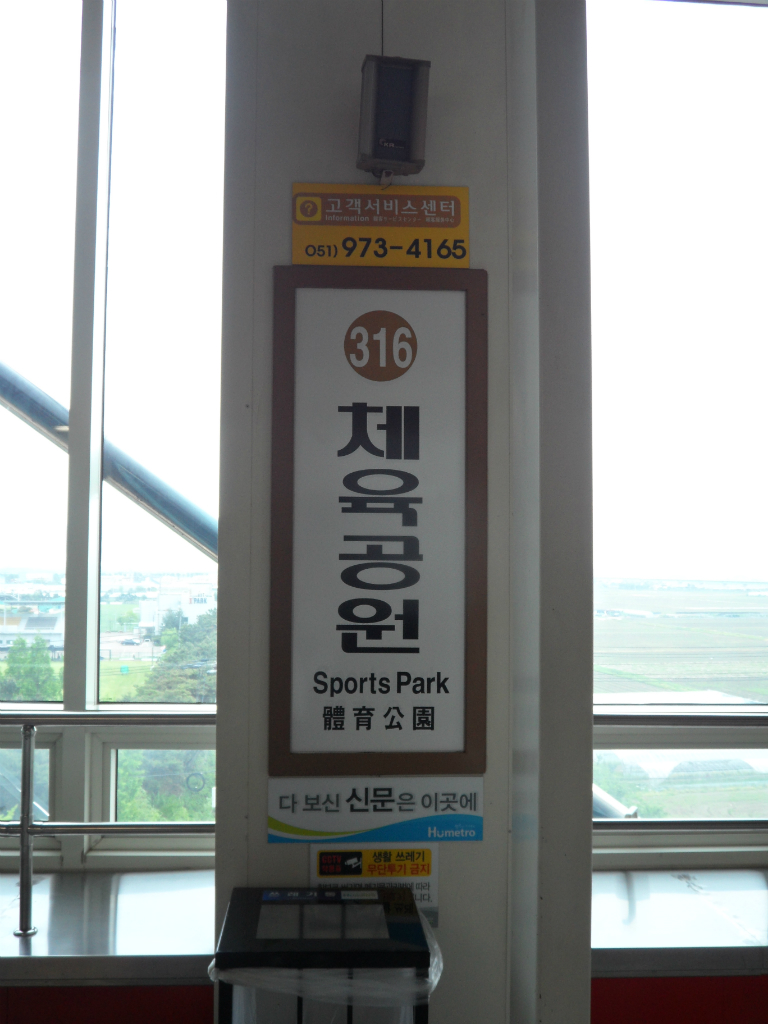
站名牌
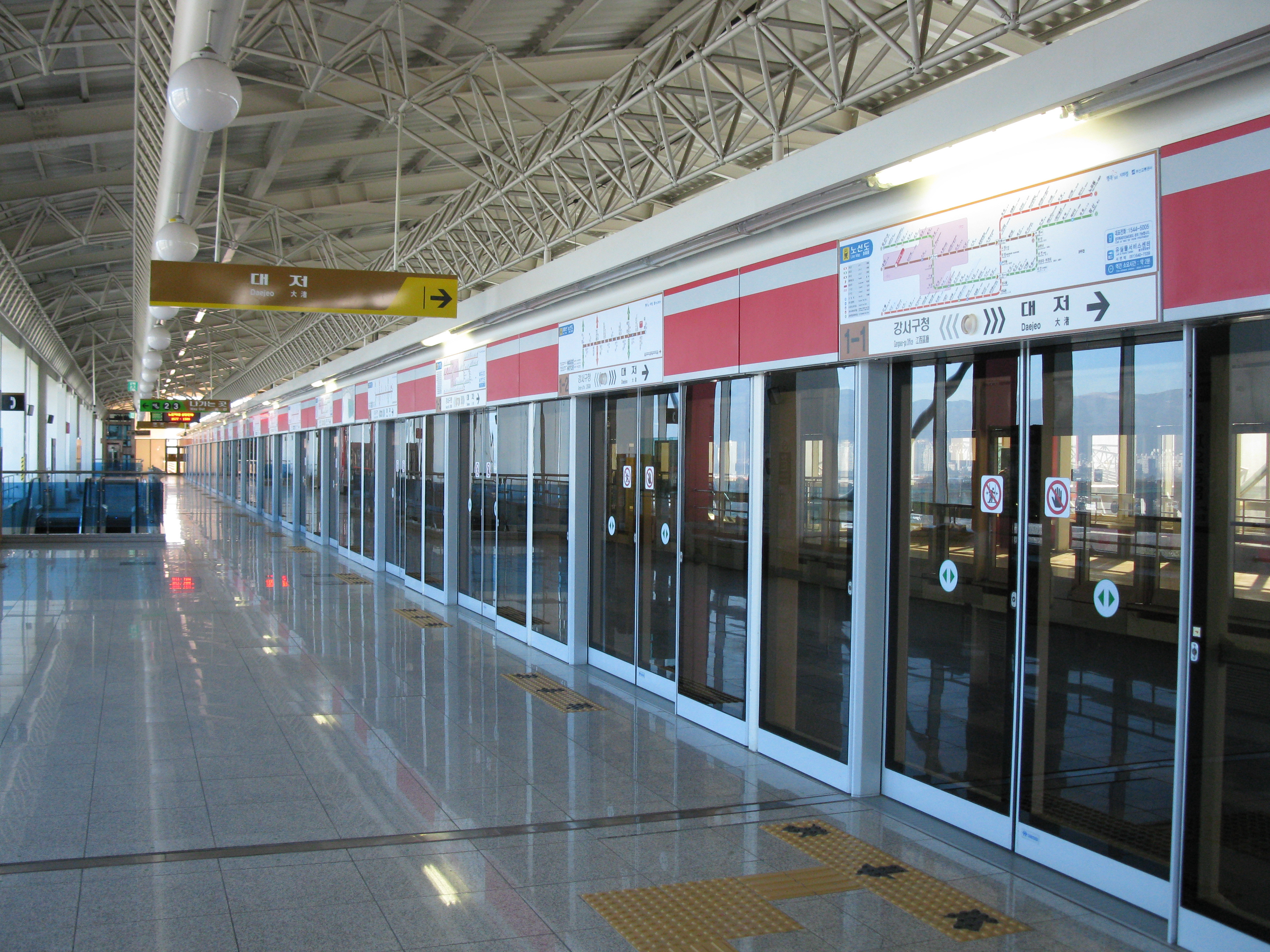
候車月台
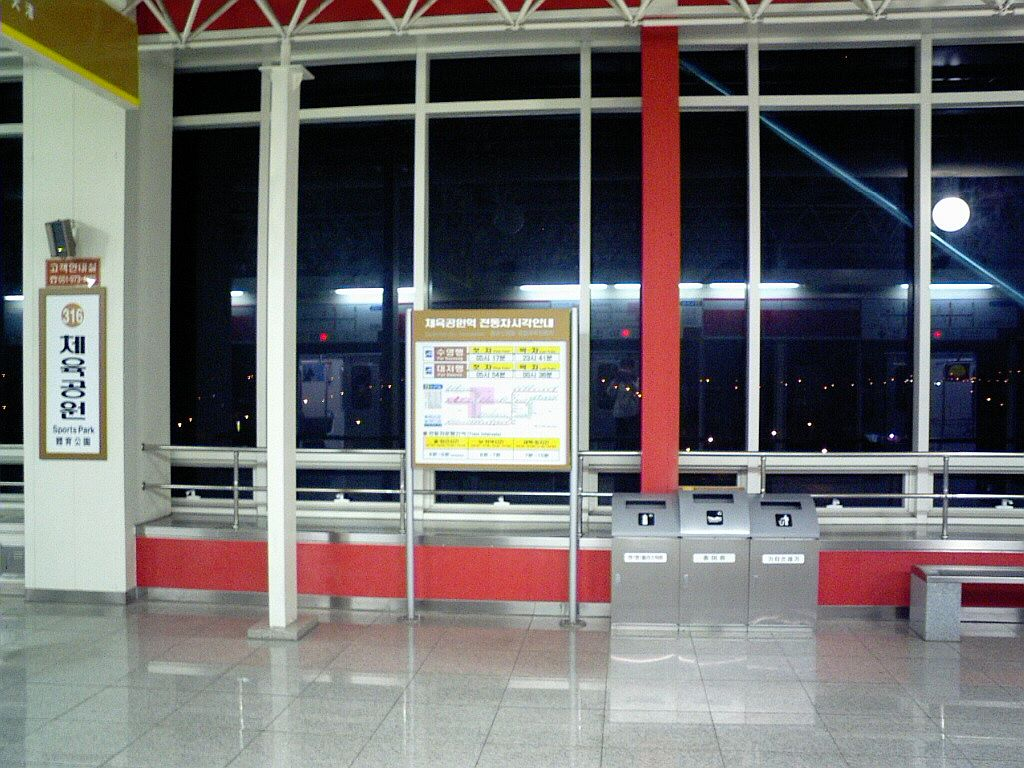
候車月台
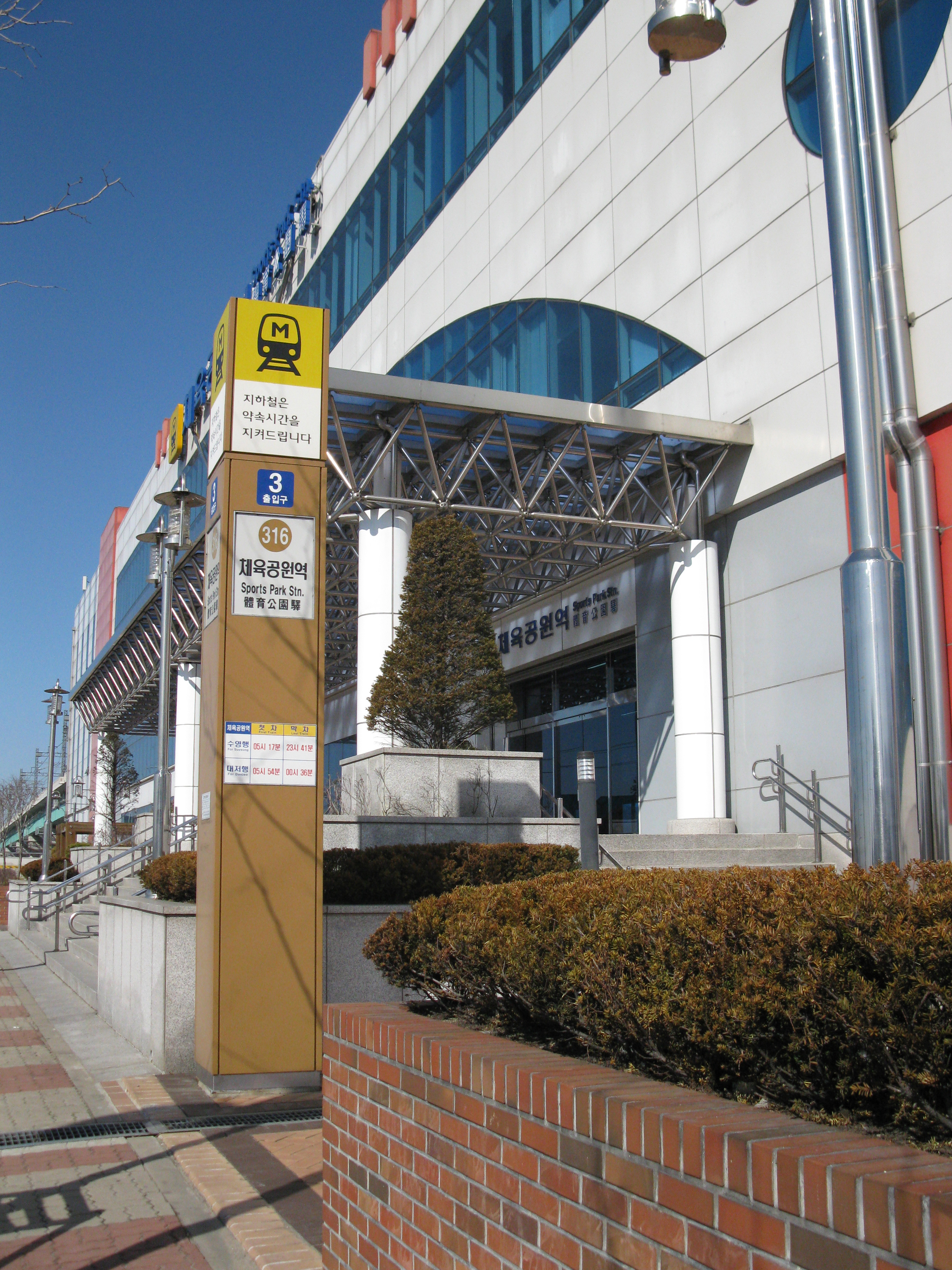
3號出口

## 相鄰車站
釜山交通公社
●釜山都市铁道3号线
江西區廳（315）－體育公園（316）－大渚（317）